# Primera B 2015 (Colombia)
La Temporada 2015 de la Primera B fue la vigésimo sexta (26a.) edición del torneo de la segunda división del fútbol profesional colombiano.

## Sistema de juego
Desde de la temporada 2015 el torneo se juega con 16 equipos participantes. A partir de esta temporada el sistema de juego cambia, ya no habrá dos campeones apertura y finalización, sino que a lo largo del año habrá enfrentamientos de ida y vuelta de todos contra todos y una fase final de cuadrangulares que darán dos ascensos directos a la Categoría Primera A, ya no se juega la serie de promoción, definidos los dos ascensos se juega una última fase para definir el título del torneo en el año.
Se juega una primera fase de todos contra todos de ida más una fecha de enfrentamientos regionales en el primer semestre, una segunda fase de todos contra todos de vuelta más la vuelta de los enfrentamientos regionales en el segundo semestre, los mejores 8 equipos pasarán a una tercera fase de dos cuadrangulares finales definidos por sorteo, los ganadores de los cuadrangulares ascienden de forma directa a Primera División, finalmente se juega la cuarta fase únicamente para definir el título del año de manera independiente a los ascensos mediante partidos de ida y vuelta entre los dos equipos ascendidos.

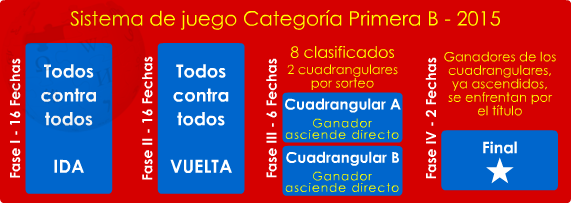
Sistema de juego de la Primera B 2015.

## Datos de los clubes

### Relevo anual de clubes
| Ascendidos a la Primera A                                                    |
| ---------------------------------------------------------------------------- |
| Jaguares (Campeón de la Primera B 2014)                                      |
| Cúcuta Deportivo (Ganador del Grupo A en los Cuadrangulares de ascenso 2015) |
| Cortuluá (Ganador del Grupo B en los Cuadrangulares de ascenso 2015)         |

| Descendidos a la Primera B                                |
| --------------------------------------------------------- |
| Fortaleza F. C. (Peor promedio acumulado en la Primera A) |

### Equipos participantes
- Para esta temporada el club Fortaleza F. C. cambió de dueños y de denominación a Fortaleza CEIF.

| Equipo               | Entrenador            | Departamento    | Ciudad        | Estadio                          | Aforo        |
| -------------------- | --------------------- | --------------- | ------------- | -------------------------------- | ------------ |
| América de Cali      | José Alberto Suárez   | Valle del Cauca | Cali          | Pascual Guerrero                 | 35.405       |
| Atlético Bucaramanga | José Manuel Rodríguez | Santander       | Bucaramanga   | Alfonso López                    | 25.000       |
| Barranquilla F. C.   | Arturo Reyes          | Atlántico       | Barranquilla  | Metropolitano Roberto Meléndez   | 46.692       |
| Bogotá F. C.         | Hernán Pacheco        | Bogotá, D. C.   | Bogotá        | Metropolitano de Techo           | 10.000       |
| Depor F. C.          | Víctor Sicachá        | Valle del Cauca | Cali Jamundí  | Pascual Guerrero Cacique Jamundí | 35.405 3.560 |
| Deportes Quindío     | Miguel Augusto Prince | Quindío         | Armenia       | Centenario                       | 20.716       |
| Deportivo Pereira    | Hernán Alberto Lisi   | Risaralda       | Pereira       | Hernán Ramírez Villegas          | 30.297       |
| Expreso Rojo         | John Jairo Bodmer     | Cundinamarca    | Zipaquirá     | Municipal Los Zipas              | 5.000        |
| Fortaleza CEIF       | Nilton Bernal         | Bogotá, D. C.   | Bogotá        | Metropolitano de Techo           | 10.000       |
| Leones               | Álvaro Hernández      | Antioquia       | Turbo         | John Jairo Tréllez               | 10.000       |
| Club Llaneros        | Rubén Molina          | Meta            | Villavicencio | Manuel Calle Lombana             | 15.000       |
| Real Cartagena       | Hubert Boderth        | Bolívar         | Cartagena     | Jaime Morón León                 | 16.068       |
| Real Santander       | Víctor González       | Santander       | Floridablanca | Álvaro Gómez Hurtado             | 12.000       |
| Unión Magdalena      | Carlos Silva          | Magdalena       | Ciénaga       | Municipal de Ciénaga             | 6.000        |
| Universitario        | César Torres          | Cauca           | Popayán       | Ciro López                       | 5.000        |
| Valledupar F. C.     | Héctor Estrada        | Cesar           | Valledupar    | Armando Maestre Pavajeau         | 11.000       |

### Cambio de entrenadores
| Club             | Entrenador saliente   | Fecha de salida       | Reemplazado por       | Fecha de llegada      |
| ---------------- | --------------------- | --------------------- | --------------------- | --------------------- |
| Fortaleza CEIF   | Alexis García         | Diciembre de 2014     | Nilton Bernal         | Enero de 2015         |
| América de Cali  | Luis Augusto García   | 27 de enero de 2015   | Fernando Velasco      | 6 de febrero de 2015  |
| Real Cartagena   | Juan Eugenio Jiménez  | 30 de enero de 2015   | Jhon Jairo López      | 30 de enero de 2015   |
| Unión Magdalena  | Fernando Velasco      | 5 de febrero de 2015  | Eduardo Julián Retat  | 5 de febrero de 2015  |
| Bogotá F. C.     | Alejandro Arboleda    | 27 de febrero de 2015 | Hernán Pacheco        | 27 de febrero de 2015 |
| Llaneros         | Hubert Bodhert        | 9 de marzo de 2015    | Nelson Gómez          | 9 de marzo de 2015    |
| Real Cartagena   | Jhon Jairo López      | 25 de mayo de 2015    | Óscar Juárez (E)      | 26 de mayo de 2015    |
| Llaneros         | Nelson Gómez          | 2 de junio de 2015    | Víctor González Scott | 9 de junio de 2015    |
| Real Cartagena   | Óscar Juárez (E)      | 9 de junio de 2015    | Hubert Bodhert        | 9 de junio de 2015    |
| Valledupar F. C. | Hugo Arrieta          | 3 de agosto de 2015   | Óscar Aristizábal (E) | 3 de agosto de 2015   |
| Valledupar F. C. | Óscar Aristizábal (E) | 11 de agosto de 2015  | Héctor Estrada Cano   | 11 de agosto de 2015  |
| América de Cali  | Fernando Velasco      | 12 de agosto de 2015  | José Alberto Suárez   | 12 de agosto de 2015  |
| Unión Magdalena  | Eduardo Julián Retat  | 19 de agosto de 2015  | Carlos Silva Socarrás | 20 de agosto de 2015  |
| Llaneros         | Víctor González Scott | 31 de agosto de 2015  | Rubén Molina          | 31 de agosto de 2015  |

## Todos contra todos

### Clasificación
| Pos. | Equipos              | PJ | PG | PE | PP | GF | GC | Dif. | Pts. |
| ---- | -------------------- | -- | -- | -- | -- | -- | -- | ---- | ---- |
| 1.   | Atlético Bucaramanga | 32 | 21 | 8  | 3  | 55 | 17 | 38   | 71   |
| 2.   | Deportivo Pereira    | 32 | 18 | 6  | 8  | 54 | 36 | 18   | 60   |
| 3.   | América de Cali      | 32 | 15 | 11 | 6  | 61 | 37 | 24   | 56   |
| 4.   | Fortaleza CEIF       | 32 | 13 | 12 | 7  | 41 | 35 | 6    | 51   |
| 5.   | Real Cartagena       | 32 | 15 | 5  | 12 | 46 | 43 | 3    | 50   |
| 6.   | Leones               | 32 | 15 | 5  | 12 | 33 | 36 | -3   | 50   |
| 7.   | Unión Magdalena      | 32 | 12 | 12 | 8  | 37 | 28 | 9    | 48   |
| 8.   | Universitario        | 32 | 12 | 11 | 9  | 36 | 30 | 6    | 47   |
| 9.   | Deportes Quindío     | 32 | 12 | 9  | 11 | 43 | 36 | 7    | 45   |
| 10.  | Valledupar F. C.     | 32 | 10 | 8  | 14 | 37 | 44 | -7   | 38   |
| 11.  | Bogotá F. C.         | 32 | 9  | 7  | 16 | 30 | 44 | -14  | 34   |
| 12.  | Expreso Rojo         | 32 | 8  | 9  | 15 | 38 | 56 | -18  | 33   |
| 13.  | Real Santander       | 32 | 8  | 8  | 16 | 36 | 52 | -16  | 32   |
| 14.  | Barranquilla F. C.   | 32 | 7  | 10 | 15 | 23 | 37 | -14  | 31   |
| 15.  | Llaneros             | 32 | 7  | 9  | 16 | 33 | 51 | -18  | 30   |
| 16.  | Depor F. C.          | 32 | 6  | 6  | 20 | 37 | 58 | -21  | 24   |

Fuente: Web oficial de Dimayor
|  |                                    |
|  | Clasificados a los Cuadrangulares. |
|  | Eliminados.                        |

#### Evolución de las posiciones
| Atlético Bucaramanga | 1  | 1  | 1  | 1  | 1  | 1  | 1  | 2  | 1  | 2  | 1  | 1  | 1  | 1  | 1  | 1  | 1  | 1  | 1  | 1  | 1  | 1  | 1  | 1  | 1  | 1  | 1  | 1  | 1  | 1  | 1  | 1  |
| Deportivo Pereira    | 15 | 9  | 7  | 5  | 6  | 3  | 4  | 3  | 3  | 4  | 5  | 4  | 4  | 3  | 3  | 4  | 3  | 3  | 3  | 3  | 2  | 2  | 2  | 2  | 2  | 2  | 2  | 2  | 2  | 2  | 2  | 2  |
| América de Cali      | 3  | 6  | 5  | 2  | 4  | 6  | 6  | 5  | 7  | 7  | 7  | 8  | 9  | 9  | 7  | 5  | 4  | 4  | 5  | 4  | 5  | 6  | 7  | 5  | 4  | 4  | 3  | 4  | 3  | 3  | 3  | 3  |
| Fortaleza CEIF       | 2  | 2  | 4  | 3  | 5  | 4  | 5  | 6  | 5  | 5  | 6  | 7  | 6  | 7  | 8  | 8  | 8  | 8  | 6  | 6  | 4  | 4  | 5  | 6  | 7  | 7  | 7  | 5  | 7  | 4  | 4  | 4  |
| Real Cartagena       | 6  | 3  | 2  | 6  | 3  | 2  | 2  | 1  | 2  | 1  | 3  | 2  | 3  | 4  | 5  | 6  | 5  | 5  | 4  | 5  | 6  | 5  | 4  | 3  | 5  | 5  | 4  | 6  | 4  | 5  | 5  | 5  |
| Leones               | 5  | 5  | 6  | 4  | 2  | 5  | 3  | 4  | 4  | 3  | 2  | 3  | 2  | 2  | 2  | 2  | 2  | 2  | 2  | 2  | 3  | 3  | 3  | 4  | 3  | 3  | 5  | 3  | 5  | 6  | 6  | 6  |
| Unión Magdalena      | 4  | 4  | 3  | 7  | 7  | 7  | 8  | 7  | 6  | 8  | 8  | 5  | 5  | 5  | 4  | 3  | 6  | 6  | 7  | 8  | 8  | 9  | 8  | 9  | 8  | 8  | 8  | 8  | 8  | 7  | 7  | 7  |
| Universitario        | 9  | 10 | 11 | 9  | 8  | 10 | 12 | 11 | 11 | 10 | 9  | 9  | 8  | 6  | 6  | 7  | 7  | 7  | 8  | 7  | 7  | 7  | 6  | 7  | 6  | 6  | 6  | 7  | 6  | 8  | 8  | 8  |
| Deportes Quindío     | 8  | 13 | 10 | 8  | 10 | 11 | 13 | 13 | 15 | 15 | 11 | 11 | 13 | 13 | 12 | 13 | 12 | 13 | 12 | 10 | 9  | 8  | 9  | 8  | 9  | 9  | 9  | 9  | 9  | 9  | 9  | 9  |
| Valledupar F. C.     | 10 | 7  | 9  | 11 | 13 | 8  | 7  | 9  | 8  | 6  | 4  | 6  | 7  | 8  | 9  | 9  | 10 | 11 | 11 | 12 | 12 | 12 | 13 | 12 | 11 | 10 | 11 | 10 | 11 | 10 | 10 | 10 |
| Bogotá F. C.         | 13 | 14 | 14 | 14 | 11 | 15 | 16 | 15 | 16 | 14 | 16 | 13 | 12 | 11 | 10 | 11 | 13 | 10 | 13 | 13 | 13 | 13 | 14 | 13 | 12 | 12 | 12 | 13 | 14 | 11 | 11 | 11 |
| Expreso Rojo         | 16 | 16 | 16 | 12 | 14 | 9  | 9  | 8  | 9  | 11 | 12 | 15 | 15 | 14 | 14 | 14 | 14 | 14 | 15 | 14 | 15 | 15 | 15 | 15 | 15 | 14 | 15 | 15 | 12 | 13 | 12 | 12 |
| Real Santander       | 7  | 8  | 8  | 10 | 9  | 13 | 11 | 12 | 12 | 9  | 10 | 10 | 10 | 12 | 11 | 10 | 11 | 12 | 10 | 11 | 10 | 11 | 11 | 10 | 10 | 11 | 10 | 11 | 10 | 12 | 13 | 13 |
| Barranquilla F. C.   | 14 | 15 | 15 | 16 | 16 | 16 | 14 | 14 | 15 | 16 | 13 | 14 | 14 | 15 | 15 | 15 | 15 | 15 | 14 | 15 | 14 | 14 | 12 | 14 | 14 | 15 | 14 | 12 | 13 | 14 | 14 | 14 |
| Llaneros             | 11 | 11 | 13 | 13 | 15 | 12 | 10 | 10 | 10 | 12 | 14 | 12 | 11 | 10 | 13 | 12 | 9  | 9  | 9  | 9  | 11 | 10 | 10 | 11 | 13 | 13 | 13 | 14 | 15 | 15 | 15 | 15 |
| Depor F. C.          | 12 | 12 | 12 | 15 | 12 | 14 | 15 | 16 | 13 | 13 | 15 | 16 | 16 | 16 | 16 | 16 | 16 | 16 | 16 | 16 | 16 | 16 | 16 | 16 | 16 | 16 | 16 | 16 | 16 | 16 | 16 | 16 |

### Resultados
- La hora de cada encuentro corresponde al huso horario que rige a Colombia (UTC-5)

Nota: Los horarios y partidos de televisión se definen la semana previa a cada jornada. El canal Win Sports es el medio de difusión por televisión autorizado por la Dimayor para la transmisión por cable de dos partidos por fecha.

#### Primera vuelta
| Depor F.C.           | 1 : 3 | Fortaleza         | Cacique Jamundí           | 15 de febrero | 15:00 | Sin transmisión |
| Unión Magdalena      | 2 : 0 | Barranquilla F.C. | Municipal de Ciénaga      | 15 de febrero | 15:00 | Sin transmisión |
| Leones               | 2 : 0 | Deportivo Pereira | John Jairo Tréllez        | 15 de febrero | 15:00 | Sin transmisión |
| Llaneros             | 1 : 2 | Real Santander    | Manuel Calle Lombana      | 15 de febrero | 15:00 | Sin transmisión |
| Atlético Bucaramanga | 6 : 0 | Expreso Rojo      | Alfonso López             | 15 de febrero | 15:30 | Sin transmisión |
| Real Cartagena       | 3 : 2 | Valledupar F.C.   | Olímpico Jaime Morón León | 15 de febrero | 15:30 | Sin transmisión |
| Bogotá F.C.          | 0 : 2 | América de Cali   | Metropolitano de Techo    | 16 de febrero | 20:00 | Win Sports      |
| Deportes Quindío     | 1 : 1 | Universitario     | Centenario de Armenia     | 25 de marzo   | 15:00 | Sin transmisión |

| Real Santander    | 0 : 1 | Real Cartagena       | Álvaro Gómez Hurtado           | 21 de febrero | 15:00 | Sin transmisión |
| Universitario     | 2 : 2 | Llaneros             | Ciro López                     | 22 de febrero | 11:30 | Sin transmisión |
| Valledupar F.C.   | 1 : 0 | Bogotá F.C.          | Erasmo Camacho Calamar         | 22 de febrero | 15:00 | Sin transmisión |
| Barranquilla F.C. | 0 : 2 | Atlético Bucaramanga | Metropolitano Roberto Meléndez | 22 de febrero | 15:00 | Sin transmisión |
| Depor F.C.        | 0 : 0 | Unión Magdalena      | Cacique Jamundí                | 22 de febrero | 15:00 | Sin transmisión |
| Deportes Quindío  | 2 : 3 | Deportivo Pereira    | Centenario de Armenia          | 23 de febrero | 18:00 | Win Sports      |
| Fortaleza         | 3 : 1 | América de Cali      | Metropolitano de Techo         | 23 de febrero | 20:00 | Win Sports      |
| Expreso Rojo      | 1 : 0 | Leones               | Municipal Los Zipas            | 26 de marzo   | 15:00 | Sin transmisión |

| Expreso Rojo         | 0 : 1 | Deportes Qundío   | Municipal Los Zipas       | 28 de febrero | 15:00 | Sin transmisión |
| Bogotá F.C.          | 1 : 1 | Real Santander    | Metropolitano de Techo    | 28 de febrero | 15:00 | Sin transmisión |
| Unión Magdalena      | 2 : 1 | Fortaleza         | Municipal de Ciénaga      | 1 de marzo    | 15:00 | Sin transmisión |
| Leones               | 1 : 0 | Barranquilla F.C. | John Jairo Tréllez        | 1 de marzo    | 15:00 | Sin transmisión |
| Real Cartagena       | 1 : 0 | Universitario     | Olímpico Jaime Morón León | 1 de marzo    | 15:00 | Sin transmisión |
| Deportivo Pereira    | 2 : 0 | Llaneros          | Hernán Ramírez Villegas   | 1 de marzo    | 15:30 | Sin transmisión |
| Atlético Bucaramanga | 2 : 0 | Depor F.C.        | Alfonso López             | 2 de marzo    | 18:00 | Win Sports      |
| América de Cali      | 3 : 0 | Valledupar F.C.   | Metropolitano de Techo    | 2 de marzo    | 20:00 | Win Sports      |

| Universitario     | 1 : 0 | Bogotá F.C.          | Ciro López                     | 8 de marzo | 11:30 | Sin transmisión |
| Fortaleza         | 2 : 1 | Valledupar F.C.      | Metropolitano de Techo         | 8 de marzo | 15:00 | Sin transmisión |
| Real Santander    | 0 : 5 | América de Cali      | Álvaro Gómez Hurtado           | 8 de marzo | 15:00 | Sin transmisión |
| Llaneros          | 2 : 3 | Expreso Rojo         | Manuel Calle Lombana           | 8 de marzo | 15:00 | Sin transmisión |
| Depor F.C.        | 1 : 2 | Leones               | Cacique Jamundí                | 8 de marzo | 15:00 | Sin transmisión |
| Unión Magdalena   | 0 : 0 | Atlético Bucaramanga | Municipal de Ciénaga           | 8 de marzo | 15:00 | Sin transmisión |
| Barranquilla F.C. | 1 : 1 | Deportes Quindío     | Metropolitano Roberto Meléndez | 9 de marzo | 18:00 | Win Sports      |
| Deportivo Pereira | 2 : 0 | Real Cartagena       | Hernán Ramírez Villegas        | 9 de marzo | 20:00 | Win Sports      |

| Bogotá F.C.          | 2 : 0 | Deportivo Pereira | Metropolitano de Techo     | 14 de marzo | 15:00 | Sin transmisión |
| América de Cali      | 1 : 1 | Universitario     | Hernando Azcárate Martínez | 14 de marzo | 15:00 | Sin transmisión |
| Valledupar F.C.      | 3 : 3 | Real Santander    | Erasmo Camacho Calamar     | 14 de marzo | 15:00 | Sin transmisión |
| Leones               | 2 : 1 | Unión Magdalena   | John Jairo Tréllez         | 15 de marzo | 15:00 | Sin transmisión |
| Real Cartagena       | 2 : 1 | Expreso Rojo      | Olímpico Jaime Morón León  | 15 de marzo | 15:00 | Sin transmisión |
| Llaneros             | 0 : 0 | Barranquilla F.C. | Manuel Calle Lombana       | 15 de marzo | 15:30 | Sin transmisión |
| Deportes Quindío     | 1 : 3 | Depor F.C.        | Centenario de Armenia      | 16 de marzo | 18:00 | Win Sports      |
| Atlético Bucaramanga | 4 : 1 | Fortaleza         | Alfonso López              | 16 de marzo | 20:00 | Win Sports      |

| Universitario        | 1 : 2 | Valledupar F.C.  | Ciro López                     | 22 de marzo | 11:30 | Sin transmisión |
| Fortaleza            | 2 : 1 | Real Santander   | Metropolitano de Techo         | 22 de marzo | 15:00 | Sin transmisión |
| Expreso Rojo         | 4 : 0 | Bogotá F.C.      | Municipal Los Zipas            | 22 de marzo | 15:00 | Sin transmisión |
| Depor F.C.           | 1 : 2 | Llaneros         | Cacique Jamundí                | 22 de marzo | 15:00 | Sin transmisión |
| Unión Magdalena      | 2 : 2 | Deportes Quindío | Municipal de Ciénaga           | 22 de marzo | 15:00 | Sin transmisión |
| Barranquilla F.C.    | 0 : 1 | Real Cartagena   | Metropolitano Roberto Meléndez | 23 de marzo | 15:00 | Sin transmisión |
| Atlético Bucaramanga | 3 : 0 | Leones           | Alfonso López                  | 23 de marzo | 18:00 | Win Sports      |
| Deportivo Pereira    | 2 : 0 | América de Cali  | Hernán Ramírez Villegas        | 23 de marzo | 20:00 | Win Sports      |

| Valledupar F.C.  | 1 : 0 | Deportivo Pereira    | Erasmo Camacho Calamar     | 28 de marzo | 15:00 | Sin transmisión |
| Real Santander   | 2 : 0 | Universitario        | Álvaro Gómez Hurtado       | 28 de marzo | 15:00 | Sin transmisión |
| Leones           | 2 : 0 | Fortaleza            | John Jairo Tréllez         | 29 de marzo | 15:00 | Sin transmisión |
| Depor F.C.       | 0 : 2 | Real Cartagena       | Cacique Jamundí            | 29 de marzo | 15:00 | Sin transmisión |
| Llaneros         | 1 : 0 | Unión Magdalena      | Manuel Calle Lombana       | 29 de marzo | 15:30 | Sin transmisión |
| Bogotá F.C.      | 0 : 2 | Barranquilla F.C.    | Metropolitano de Techo     | 30 de marzo | 18:00 | Win Sports      |
| Deportes Quindío | 0 : 3 | Atlético Bucaramanga | Centenario de Armenia      | 30 de marzo | 20:00 | Win Sports      |
| América de Cali  | 4 : 1 | Expreso Rojo         | Hernando Azcárate Martínez | 21 de mayo  | 15:00 | Sin transmisión |

| Valledupar F.C.   | 1 : 2 | Unión Magdalena      | Erasmo Camacho Calamar     | 4 de abril | 15:00 | Sin transmisión |
| Expreso Rojo      | 1 : 1 | Llaneros             | Municipal Los Zipas        | 4 de abril | 15:00 | Sin transmisión |
| Universitario     | 1 : 0 | Leones               | Ciro López                 | 5 de abril | 11:30 | Sin transmisión |
| América de Cali   | 3 : 0 | Depor F.C.           | Hernando Azcárate Martínez | 5 de abril | 15:00 | Sin transmisión |
| Real Cartagena    | 2 : 0 | Barranquilla F.C.    | Olímpico Jaime Morón León  | 5 de abril | 15:30 | Sin transmisión |
| Fortaleza         | 2 : 2 | Bogotá F.C.          | Metropolitano de Techo     | 6 de abril | 18:30 | Win Sports      |
| Real Santander    | 0 : 0 | Atlético Bucaramanga | Álvaro Gómez Hurtado       | 6 de abril | 19:00 | Sin transmisión |
| Deportivo Pereira | 2 : 1 | Deportes Quindío     | Hernán Ramírez Villegas    | 6 de abril | 20:30 | Win Sports      |

| Expreso Rojo         | 1 : 3 | Valledupar F.C.  | Municipal Los Zipas            | 11 de abril | 15:00 | Sin transmisión |
| Fortaleza            | 2 : 0 | Universitario    | Municipal Los Zipas            | 12 de abril | 15:00 | Sin transmisión |
| Depor F.C.           | 2 : 0 | Bogotá F.C.      | Cacique Jamundí                | 12 de abril | 15:00 | Sin transmisión |
| Unión Magdalena      | 4 : 0 | Real Cartagena   | Municipal de Ciénaga           | 12 de abril | 15:00 | Sin transmisión |
| Leones               | 1 : 0 | Deportes Quindío | John Jairo Tréllez             | 12 de abril | 15:00 | Sin transmisión |
| Deportivo Pereira    | 2 : 1 | Real Santander   | Hernán Ramírez Villegas        | 12 de abril | 15:30 | Sin transmisión |
| Atlético Bucaramanga | 3 : 1 | Llaneros         | Alfonso López                  | 13 de abril | 18:00 | Win Sports      |
| Barranquilla F.C.    | 0 : 0 | América de Cali  | Metropolitano Roberto Meléndez | 13 de abril | 20:00 | Win Sports      |

| Universitario    | 3 : 2 | Deportivo Pereira    | Ciro López                | 19 de abril | 11:30 | Sin transmisión |
| Deportes Quindío | 1 : 1 | Fortaleza            | Centenario de Armenia     | 19 de abril | 15:00 | Sin transmisión |
| Depor F.C.       | 3 : 3 | América de Cali      | Cacique Jamundí           | 19 de abril | 15:00 | Sin transmisión |
| Valledupar F.C.  | 1 : 0 | Barranquilla F.C.    | Erasmo Camacho Calamar    | 19 de abril | 15:00 | Sin transmisión |
| Real Santander   | 3 : 0 | Expreso Rojo         | Álvaro Gómez Hurtado      | 19 de abril | 15:00 | Sin transmisión |
| Llaneros         | 0 : 2 | Leones               | Manuel Calle Lombana      | 19 de abril | 15:30 | Sin transmisión |
| Bogotá F.C.      | 1 : 0 | Unión Magdalena      | Metropolitano de Techo    | 20 de abril | 18:00 | Win Sports      |
| Real Cartagena   | 2 : 0 | Atlético Bucaramanga | Olímpico Jaime Morón León | 21 de abril | 20:00 | Win Sports      |

| Expreso Rojo         | 0 : 1 | Universitario     | Municipal Los Zipas            | 25 de abril | 15:00 | Sin transmisión |
| Barranquilla F.C.    | 2 : 0 | Real Santander    | Metropolitano Roberto Meléndez | 25 de abril | 15:00 | Sin transmisión |
| Valledupar F.C.      | 3 : 0 | Depor F.C.        | Erasmo Camacho Calamar         | 25 de abril | 15:00 | Sin transmisión |
| Fortaleza            | 1 : 1 | Deportivo Pereira | Municipal Los Zipas            | 26 de abril | 15:00 | Sin transmisión |
| Leones               | 2 : 0 | Real Cartagena    | John Jairo Tréllez             | 26 de abril | 15:00 | Sin transmisión |
| Deportes Quindío     | 2 : 1 | Llaneros          | Centenario de Armenia          | 26 de abril | 15:00 | Sin transmisión |
| Atlético Bucaramanga | 3 : 2 | Bogotá F.C.       | Alfonso López                  | 27 de abril | 18:00 | Win Sports      |
| América de Cali      | 1 : 1 | Unión Magdalena   | Metropolitano de Techo         | 27 de abril | 20:00 | Win Sports      |

| Bogotá F.C.       | 5 : 0 | Leones               | Metropolitano de Techo    | 2 de mayo | 15:00 | Sin transmisión |
| Universitario     | 0 : 0 | Barranquilla F.C.    | Ciro López                | 3 de mayo | 11:30 | Sin transmisión |
| Unión Magdalena   | 2 : 1 | Valledupar F.C.      | Municipal de Ciénaga      | 3 de mayo | 15:00 | Sin transmisión |
| Real Santander    | 3 : 1 | Depor F.C.           | Álvaro Gómez Hurtado      | 3 de mayo | 15:00 | Sin transmisión |
| Deportivo Pereira | 5 : 1 | Expreso Rojo         | Hernán Ramírez Villegas   | 3 de mayo | 15:30 | Sin transmisión |
| Llaneros          | 2 : 1 | Fortaleza            | Manuel Calle Lombana      | 3 de mayo | 15:30 | Sin transmisión |
| Real Cartagena    | 0 : 1 | Deportes Quindío     | Olímpico Jaime Morón León | 4 de mayo | 18:00 | Win Sports      |
| América de Cali   | 2 : 2 | Atlético Bucaramanga | Metropolitano de Techo    | 4 de mayo | 20:00 | Win Sports      |

| Unión Magdalena      | 3 : 0 | Real Santander    | Municipal de Ciénaga           | 9 de mayo  | 15:00 | Sin transmisión |
| Fortaleza            | 0 : 0 | Expreso Rojo      | Municipal Los Zipas            | 10 de mayo | 15:00 | Sin transmisión |
| Depor F.C.           | 1 : 3 | Universitario     | Cacique Jamundí                | 10 de mayo | 15:00 | Sin transmisión |
| Leones               | 4 : 3 | América de Cali   | John Jairo Tréllez             | 10 de mayo | 15:00 | Sin transmisión |
| Deportes Quindío     | 0 : 1 | Bogotá F.C.       | Centenario de Armenia          | 10 de mayo | 15:00 | Sin transmisión |
| Llaneros             | 3 : 2 | Real Cartagena    | Manuel Calle Lombana           | 10 de mayo | 15:30 | Sin transmisión |
| Barranquilla F.C.    | 1 : 1 | Deportivo Pereira | Metropolitano Roberto Meléndez | 11 de mayo | 18:00 | Win Sports      |
| Atlético Bucaramanga | 2 : 0 | Valledupar F.C.   | Alfonso López                  | 11 de mayo | 20:00 | Win Sports      |

| Bogotá F.C.          | 1 : 1 | Llaneros          | Metropolitano de Techo     | 16 de mayo | 15:00 | Sin transmisión |
| Expreso Rojo         | 1 : 0 | Barranquilla F.C. | Municipal Los Zipas        | 16 de mayo | 15:00 | Sin transmisión |
| Universitario        | 1 : 0 | Unión Magdalena   | Ciro López                 | 17 de mayo | 11:30 | Sin transmisión |
| Leones               | 2 : 1 | Valledupar F.C.   | John Jairo Tréllez         | 17 de mayo | 15:00 | Sin transmisión |
| Atlético Bucaramanga | 1 : 0 | Real Santander    | Alfonso López              | 17 de mayo | 15:30 | Sin transmisión |
| Deportivo Pereira    | 3 : 2 | Depor F.C.        | Hernán Ramírez Villegas    | 17 de mayo | 15:30 | Sin transmisión |
| América de Cali      | 2 : 2 | Deportes Quindío  | Hernando Azcárate Martínez | 18 de mayo | 15:15 | Win Sports      |
| Real Cartagena       | 2 : 2 | Fortaleza         | Olímpico Jaime Morón León  | 18 de mayo | 19:30 | Win Sports      |

| Barranquilla F.C. | 2 : 0 | Fortaleza            | Metropolitano Roberto Meléndez | 22 de mayo | 15:00 | Sin transmisión |
| Bogotá F.C.       | 4 : 2 | Real Cartagena       | Metropolitano de Techo         | 23 de mayo | 17:30 | Win Sports      |
| Universitario     | 1 : 1 | Atlético Bucaramanga | Ciro López                     | 24 de mayo | 11:30 | Sin transmisión |
| Depor F.C.        | 1 : 1 | Expreso Rojo         | Cacique Jamundí                | 24 de mayo | 15:00 | Sin transmisión |
| Unión Magdalena   | 1 : 0 | Deportivo Pereira    | Municipal de Ciénaga           | 24 de mayo | 15:00 | Sin transmisión |
| Real Santander    | 3 : 1 | Leones               | Álvaro Gómez Hurtado           | 24 de mayo | 15:00 | Sin transmisión |
| Llaneros          | 0 : 0 | América de Cali      | Manuel Calle Lombana           | 24 de mayo | 15:30 | Sin transmisión |
| Deportes Quindío  | 2 : 1 | Valledupar F.C.      | Centenario de Armenia          | 25 de mayo | 19:45 | Win Sports      |

| Valledupar F.C.   | 3 : 3 | Llaneros             | Erasmo Camacho Calamar         | 30 de mayo | 15:00 | Sin transmisión |
| Real Santander    | 2 : 2 | Deportes Quindío     | Álvaro Gómez Hurtado           | 30 de mayo | 15:00 | Sin transmisión |
| Expreso Rojo      | 1 : 1 | Unión Magdalena      | Municipal Los Zipas            | 30 de mayo | 15:00 | Sin transmisión |
| Barranquilla F.C. | 1 : 2 | Depor F.C.           | Metropolitano Roberto Meléndez | 30 de mayo | 15:00 | Sin transmisión |
| Deportivo Pereira | 1 : 2 | Atlético Bucaramanga | Hernán Ramírez Villegas        | 30 de mayo | 19:45 | Win Sports      |
| Fortaleza         | 1 : 0 | Bogotá F.C.          | Municipal Los Zipas            | 31 de mayo | 15:00 | Sin transmisión |
| Leones            | 0 : 0 | Universitario        | John Jairo Tréllez             | 31 de mayo | 15:00 | Sin transmisión |
| América de Cali   | 3 : 0 | Real Cartagena       | Metropolitano de Techo         | 1 de junio | 19:45 | Win Sports      |

#### Segunda vuelta
| Fortaleza         | 3 : 0        | Depor F.C.           | Municipal Los Zipas            | 11 de julio | 15:00 | Sin transmisión |
| Valledupar F.C.   | 1 : 2        | Real Cartagena       | Erasmo Camacho Calamar         | 11 de julio | 15:00 | Sin transmisión |
| Universitario     | 3 : 0 (W.O.) | Deportes Quindío     | Ciro López                     | 12 de julio | 11:30 | Sin transmisión |
| Real Santander    | 0 : 1        | Llaneros             | Álvaro Gómez Hurtado           | 12 de julio | 15:00 | Sin transmisión |
| Expreso Rojo      | 0 : 1        | Atlético Bucaramanga | Municipal Los Zipas            | 12 de julio | 15:00 | Sin transmisión |
| América de Cali   | 3 : 0        | Bogotá F.C.          | Doce de Octubre                | 12 de julio | 15:30 | Sin transmisión |
| Barranquilla F.C. | 1 : 1        | Unión Magdalena      | Metropolitano Roberto Meléndez | 13 de julio | 18:00 | Win Sports      |
| Deportivo Pereira | 2 : 0        | Leones               | Hernán Ramírez Villegas        | 13 de julio | 20:00 | Win Sports      |

| Leones               | 3 : 2 | Expreso Rojo      | John Jairo Tréllez        | 19 de julio | 15:00 | Sin transmisión |
| Unión Magdalena      | 1 : 1 | Depor F.C.        | Municipal de Ciénaga      | 19 de julio | 15:00 | Sin transmisión |
| América de Cali      | 1 : 1 | Fortaleza         | Doce de Octubre           | 19 de julio | 15:30 | Sin transmisión |
| Real Cartagena       | 1 : 1 | Real Santander    | Olímpico Jaime Morón León | 19 de julio | 15:30 | Sin transmisión |
| Llaneros             | 1 : 1 | Universitario     | Manuel Calle Lombana      | 19 de julio | 15:30 | Sin transmisión |
| Bogotá F.C.          | 2 : 1 | Valledupar F.C.   | Metropolitano de Techo    | 20 de julio | 15:00 | Sin transmisión |
| Deportivo Pereira    | 1 : 0 | Deportes Quindío  | Hernán Ramírez Villegas   | 20 de julio | 17:30 | Win Sports      |
| Atlético Bucaramanga | 2 : 0 | Barranquilla F.C. | Alfonso López             | 20 de julio | 19:45 | Win Sports      |

| Barranquilla F.C. | 3 : 1 | Leones               | Metropolitano Roberto Meléndez | 25 de julio | 15:00 | Sin transmisión |
| Valledupar F.C.   | 1 : 1 | América de Cali      | Erasmo Camacho Calamar         | 25 de julio | 15:00 | Sin transmisión |
| Universitario     | 1 : 2 | Real Cartagena       | Ciro López                     | 26 de julio | 11:30 | Sin transmisión |
| Depor F.C.        | 1 : 2 | Atlético Bucaramanga | Cacique Jamundí                | 26 de julio | 15:00 | Sin transmisión |
| Real Santander    | 3 : 2 | Bogotá F.C.          | Álvaro Gómez Hurtado           | 26 de julio | 15:00 | Sin transmisión |
| Llaneros          | 2 : 1 | Deportivo Pereira    | Manuel Calle Lombana           | 26 de julio | 15:30 | Sin transmisión |
| Deportes Quindío  | 3 : 0 | Expreso Rojo         | Centenario de Armenia          | 27 de julio | 18:00 | Win Sports      |
| Fortaleza         | 2 : 1 | Unión Magdalena      | Metropolitano de Techo         | 27 de julio | 20:00 | Win Sports      |

| Valledupar F.C.      | 1 : 1 | Fortaleza         | Erasmo Camacho Calamar     | 1 de agosto | 15:00 | Sin transmisión |
| América de Cali      | 1 : 0 | Real Santander    | Hernando Azcárate Martínez | 1 de agosto | 15:00 | Sin transmisión |
| Bogotá F.C.          | 0 : 0 | Universitario     | Metropolitano de Techo     | 1 de agosto | 15:00 | Sin transmisión |
| Leones               | 1 : 0 | Depor F.C.        | John Jairo Tréllez         | 2 de agosto | 15:00 | Sin transmisión |
| Expreso Rojo         | 3 : 2 | Llaneros          | Municipal Los Zipas        | 2 de agosto | 15:00 | Sin transmisión |
| Deportes Quindío     | 1 : 0 | Barranquilla F.C. | Centenario de Armenia      | 2 de agosto | 15:00 | Sin transmisión |
| Real Cartagena       | 2 : 3 | Deportivo Pereira | Olímpico Jaime Morón León  | 3 de agosto | 18:00 | Win Sports      |
| Atlético Bucaramanga | 2 : 0 | Unión Magdalena   | Alfonso López              | 3 de agosto | 20:00 | Win Sports      |

| Barranquilla F.C. | 2 : 1 | Llaneros             | Metropolitano Roberto Meléndez | 8 de agosto  | 15:00 | Sin transmisión |
| Universitario     | 2 : 0 | América de Cali      | Ciro López                     | 9 de agosto  | 11:30 | Sin transmisión |
| Real Santander    | 3 : 2 | Valledupar F.C.      | Álvaro Gómez Hurtado           | 9 de agosto  | 15:00 | Sin transmisión |
| Unión Magdalena   | 0 : 0 | Leones               | Municipal de Ciénaga           | 9 de agosto  | 15:00 | Sin transmisión |
| Expreso Rojo      | 1 : 1 | Real Cartagena       | Municipal Los Zipas            | 9 de agosto  | 15:00 | Sin transmisión |
| Depor F.C.        | 0 : 2 | Deportes Quindío     | Cacique Jamundí                | 9 de agosto  | 15:00 | Sin transmisión |
| Deportivo Pereira | 2 : 0 | Bogotá F.C.          | Hernán Ramírez Villegas        | 10 de agosto | 18:00 | Win Sports      |
| Fortaleza         | 2 : 1 | Atlético Bucaramanga | Metropolitano de Techo         | 10 de agosto | 20:00 | Win Sports      |

| Valledupar F.C.  | 1 : 0 | Universitario        | Erasmo Camacho Calamar     | 15 de agosto | 15:00 | Sin transmisión |
| Bogotá F.C.      | 2 : 0 | Expreso Rojo         | Metropolitano de Techo     | 15 de agosto | 15:00 | Sin transmisión |
| Real Santander   | 1 : 1 | Fortaleza            | Álvaro Gómez Hurtado       | 16 de agosto | 15:00 | Sin transmisión |
| Leones           | 0 : 1 | Atlético Bucaramanga | John Jairo Tréllez         | 16 de agosto | 15:00 | Sin transmisión |
| Llaneros         | 2 : 1 | Depor F.C.           | Manuel Calle Lombana       | 16 de agosto | 15:30 | Sin transmisión |
| Real Cartagena   | 3 : 3 | Barranquilla F.C.    | Olímpico Jaime Morón León  | 16 de agosto | 15:30 | Sin transmisión |
| América de Cali  | 1 : 2 | Deportivo Pereira    | Hernando Azcárate Martínez | 17 de agosto | 15:15 | Win Sports      |
| Deportes Quindío | 2 : 1 | Unión Magdalena      | Centenario de Armenia      | 17 de agosto | 19:30 | Win Sports      |

| Universitario        | 3 : 1 | Real Santander   | Ciro López                     | 23 de agosto | 11:30 | Sin transmisión |
| Fortaleza            | 0 : 0 | Leones           | Municipal Los Zipas            | 23 de agosto | 15:00 | Sin transmisión |
| Unión Magdalena      | 2 : 0 | Llaneros         | Municipal de Ciénaga           | 23 de agosto | 15:00 | Sin transmisión |
| Barranquilla F.C.    | 1 : 0 | Bogotá F.C.      | Metropolitano Roberto Meléndez | 23 de agosto | 15:00 | Sin transmisión |
| Deportivo Pereira    | 3 : 0 | Valledupar F.C.  | Hernán Ramírez Villegas        | 23 de agosto | 15:00 | Sin transmisión |
| Real Cartagena       | 3 : 2 | Depor F.C.       | Olímpico Jaime Morón León      | 23 de agosto | 15:30 | Sin transmisión |
| Expreso Rojo         | 1 : 1 | América de Cali  | Metropolitano de Techo         | 24 de agosto | 20:00 | Win Sports      |
| Atlético Bucaramanga | 0 : 0 | Deportes Quindío | Alfonso López                  | 25 de agosto | 20:00 | Win Sports      |

| Bogotá F.C.          | 0 : 0 | Fortaleza         | Metropolitano de Techo         | 29 de agosto    | 15:00 | Sin transmisión |
| Unión Magdalena      | 0 : 0 | Valledupar F.C.   | Municipal de Ciénaga           | 30 de agosto    | 15:00 | Sin transmisión |
| Leones               | 0 : 0 | Universitario     | John Jairo Tréllez             | 30 de agosto    | 15:00 | Sin transmisión |
| Depor F.C.           | 1 : 2 | América de Cali   | Olímpico Pascual Guerrero      | 30 de agosto    | 15:30 | Sin transmisión |
| Atlético Bucaramanga | 0 : 1 | Real Santander    | Alfonso López                  | 30 de agosto    | 15:30 | Sin transmisión |
| Llaneros             | 0 : 1 | Expreso Rojo      | Manuel Calle Lombana           | 30 de agosto    | 15:30 | Sin transmisión |
| Barranquilla F.C.    | 0 : 2 | Real Cartagena    | Metropolitano Roberto Meléndez | 31 de agosto    | 18:00 | Win Sports      |
| Deportes Quindío     | 4 : 0 | Deportivo Pereira | Centenario de Armenia          | 1 de septiembre | 20:00 | Win Sports      |

| Valledupar F.C.  | 1 : 0 | Expreso Rojo         | Erasmo Camacho Calamar    | 5 de septiembre | 15:00 | Sin transmisión |
| Real Santander   | 2 : 3 | Deportivo Pereira    | Álvaro Gómez Hurtado      | 5 de septiembre | 15:00 | Sin transmisión |
| Bogotá F.C.      | 2 : 1 | Depor F.C.           | Metropolitano de Techo    | 5 de septiembre | 15:00 | Sin transmisión |
| Universitario    | 2 : 0 | Fortaleza            | Ciro López                | 6 de septiembre | 11:30 | Sin transmisión |
| Llaneros         | 1 : 1 | Atlético Bucaramanga | Manuel Calle Lombana      | 6 de septiembre | 15:30 | Sin transmisión |
| Deportes Quindío | 0 : 0 | Leones               | Centenario de Armenia     | 6 de septiembre | 15:30 | Sin transmisión |
| América de Cali  | 3 : 0 | Barranquilla F.C.    | Olímpico Pascual Guerrero | 7 de septiembre | 18:00 | Win Sports      |
| Real Cartagena   | 0 : 2 | Unión Magdalena      | Olímpico Jaime Morón León | 7 de septiembre | 20:00 | Win Sports      |

| Expreso Rojo         | 3 : 2 | Real Santander   | Municipal Los Zipas            | 13 de septiembre | 15:00 | Sin transmisión |
| Barranquilla F.C.    | 1 : 1 | Valledupar F.C.  | Metropolitano Roberto Meléndez | 13 de septiembre | 15:00 | Sin transmisión |
| Unión Magdalena      | 1 : 0 | Bogotá F.C.      | Municipal de Ciénaga           | 13 de septiembre | 15:00 | Sin transmisión |
| Leones               | 1 : 0 | Llaneros         | John Jairo Tréllez             | 13 de septiembre | 15:00 | Sin transmisión |
| Atlético Bucaramanga | 0 : 0 | Real Cartagena   | Álvaro Gómez Hurtado           | 13 de septiembre | 15:30 | Sin transmisión |
| Deportivo Pereira    | 0 : 0 | Universitario    | Hernán Ramírez Villegas        | 13 de septiembre | 15:30 | Sin transmisión |
| América de Cali      | 3 : 1 | Depor F.C.       | Olímpico Pascual Guerrero      | 14 de septiembre | 18:00 | Win Sports      |
| Fortaleza            | 1 : 0 | Deportes Quindío | Metropolitano de Techo         | 15 de septiembre | 20:00 | Win Sports      |

| Universitario     | 3 : 2 | Expreso Rojo         | Ciro López                | 20 de septiembre | 11:30 | Sin transmisión |
| Real Santander    | 0 : 0 | Barranquilla F.C.    | Álvaro Gómez Hurtado      | 20 de septiembre | 15:00 | Sin transmisión |
| Unión Magdalena   | 2 : 2 | América de Cali      | Municipal de Ciénaga      | 20 de septiembre | 15:00 | Sin transmisión |
| Depor F.C.        | 3 : 1 | Valledupar F.C.      | Olímpico Pascual Guerrero | 20 de septiembre | 15:30 | Sin transmisión |
| Llaneros          | 1 : 4 | Deportes Quindío     | Manuel Calle Lombana      | 20 de septiembre | 15:30 | Sin transmisión |
| Real Cartagena    | 2 : 0 | Leones               | Olímpico Jaime Morón León | 21 de septiembre | 18:00 | Sin transmisión |
| Deportivo Pereira | 2 : 2 | Fortaleza            | Hernán Ramírez Villegas   | 21 de septiembre | 18:00 | Win Sports      |
| Bogotá F.C.       | 0 : 1 | Atlético Bucaramanga | Metropolitano de Techo    | 21 de septiembre | 20:00 | Win Sports      |

| Valledupar F.C.      | 1 : 1 | Unión Magdalena   | Erasmo Camacho Calamar         | 26 de septiembre | 15:00 | Sin transmisión |
| Barranquilla F.C.    | 2 : 0 | Universitario     | Metropolitano Roberto Meléndez | 26 de septiembre | 15:00 | Sin transmisión |
| Leones               | 3 : 0 | Bogotá F.C.       | John Jairo Tréllez             | 27 de septiembre | 15:00 | Sin transmisión |
| Depor F.C.           | 2 : 0 | Real Santander    | Olímpico Pascual Guerrero      | 27 de septiembre | 15:00 | Sin transmisión |
| Fortaleza            | 2 : 0 | Llaneros          | Metropolitano de Techo         | 28 de septiembre | 18:00 | Sin transmisión |
| Deportes Quindío     | 2 : 0 | Real Cartagena    | Centenario de Armenia          | 28 de septiembre | 18:00 | Win Sports      |
| Atlético Bucaramanga | 4 : 1 | América de Cali   | Alfonso López                  | 28 de septiembre | 20:00 | Win Sports      |
| Expreso Rojo         | 2 : 2 | Deportivo Pereira | Metropolitano de Techo         | 29 de septiembre | 20:00 | Sin transmisión |

| Valledupar F.C.   | 0 : 3 (W.O.) | Atlético Bucaramanga | Erasmo Camacho Calamar    | 3 de octubre | 15:00 | Sin transmisión |
| Universitario     | 1 : 1        | Depor F.C.           | Ciro López                | 4 de octubre | 11:30 | Sin transmisión |
| Real Santander    | 0 : 0        | Unión Magdalena      | Álvaro Gómez Hurtado      | 4 de octubre | 15:00 | Sin transmisión |
| Expreso Rojo      | 4 : 1        | Fortaleza            | Municipal Los Zipas       | 4 de octubre | 15:00 | Sin transmisión |
| Deportivo Pereira | 2 : 0        | Barranquilla F.C.    | Hernán Ramírez Villegas   | 4 de octubre | 15:30 | Sin transmisión |
| Bogotá F.C.       | 2 : 2        | Deportes Quindío     | Metropolitano de Techo    | 5 de octubre | 15:00 | Sin transmisión |
| América de Cali   | 3 : 1        | Leones               | Olímpico Pascual Guerrero | 5 de octubre | 18:00 | Win Sports      |
| Real Cartagena    | 3 : 0        | Llaneros             | Olímpico Jaime Morón León | 5 de octubre | 20:00 | Win Sports      |

| Valledupar F.C.   | 1 : 0 | Leones               | Erasmo Camacho Calamar         | 10 de octubre | 15:00 | Sin transmisión |
| Barranquilla F.C. | 1 : 1 | Expreso Rojo         | Metropolitano Roberto Meléndez | 11 de octubre | 15:00 | Sin transmisión |
| Unión Magdalena   | 2 : 1 | Universitario        | Municipal de Ciénaga           | 11 de octubre | 15:00 | Sin transmisión |
| Real Santander    | 0 : 2 | Atlético Bucaramanga | Álvaro Gómez Hurtado           | 11 de octubre | 15:00 | Sin transmisión |
| Llaneros          | 0 : 1 | Bogotá F.C.          | Manuel Calle Lombana           | 11 de octubre | 15:30 | Sin transmisión |
| Depor F.C.        | 1 : 2 | Deportivo Pereira    | Olímpico Pascual Guerrero      | 12 de octubre | 15:30 | Sin transmisión |
| Fortaleza         | 1 : 0 | Real Cartagena       | Metropolitano de Techo         | 12 de octubre | 19:00 | Win Sports      |
| Deportes Quindío  | 0 : 2 | América de Cali      | Centenario de Armenia          | 14 de octubre | 18:00 | Win Sports      |

| Expreso Rojo         | 1 : 1 | Depor F.C.        | Municipal Los Zipas       | 18 de octubre | 15:00 | Sin transmisión |
| Leones               | 2 : 1 | Real Santander    | John Jairo Tréllez        | 18 de octubre | 15:00 | Sin transmisión |
| Valledupar F.C.      | 1 : 0 | Deportes Quindío  | Erasmo Camacho Calamar    | 18 de octubre | 15:00 | Sin transmisión |
| Atlético Bucaramanga | 3 : 1 | Universitario     | Alfonso López             | 18 de octubre | 15:30 | Sin transmisión |
| Real Cartagena       | 4 : 0 | Bogotá F.C.       | Olímpico Jaime Morón León | 18 de octubre | 15:30 | Sin transmisión |
| Fortaleza            | 2 : 0 | Barranquilla F.C. | Metropolitano de Techo    | 18 de octubre | 18:00 | Sin transmisión |
| Deportivo Pereira    | 3 : 0 | Unión Magdalena   | Hernán Ramírez Villegas   | 19 de octubre | 19:45 | Win Sports      |
| América de Cali      | 2 : 1 | Llaneros          | Olímpico Pascual Guerrero | 20 de octubre | 19:00 | Win Sports      |

| Llaneros             | 1 : 1 | Valledupar F.C.   | Manuel Calle Lombana      | 28 de octubre  | 15:00 | Sin transmisión |
| Depor F.C.           | 3 : 0 | Barranquilla F.C. | Olímpico Pascual Guerrero | 28 de octubre  | 15:30 | Sin transmisión |
| Bogotá F.C.          | 0 : 0 | Fortaleza         | Metropolitano de Techo    | 31 de octubre  | 15:00 | Sin transmisión |
| Universitario        | 2 : 0 | Leones            | Ciro López                | 1 de noviembre | 15:00 | Sin transmisión |
| Deportes Quindío     | 4 : 0 | Real Santander    | Centenario de Armenia     | 1 de noviembre | 15:00 | Sin transmisión |
| Unión Magdalena      | 2 : 1 | Expreso Rojo      | Municipal de Ciénaga      | 1 de noviembre | 15:00 | Sin transmisión |
| Atlético Bucaramanga | 0 : 0 | Deportivo Pereira | Alfonso López             | 2 de noviembre | 16:00 | Win Sports      |
| Real Cartagena       | 1 : 2 | América de Cali   | Olímpico Jaime Morón León | 2 de noviembre | 20:00 | Win Sports      |

## Cuadrangulares
- La hora de cada encuentro corresponde al huso horario que rige a Colombia (UTC-5).

Al finalizar la primera fase del campeonato —también denominada «Todos contra todos»—, se obtendrán los ocho equipos con mayor puntaje, encargados de disputar la segunda fase, los cuadrangulares semifinales. Para los cuadrangulares los ocho equipos clasificados se dividirán en dos grupos previamente sorteados, de igual número de participantes, de manera que los equipos que ocuparon el 1° y 2° puesto en la fase de todos contra todos serán ubicados en el Grupo A y Grupo B, respectivamente. Los otros seis clasificados serán debidamente sorteados, y se emparejarán de la siguiente manera: 3° y 4°; 5° y 6°; 7° y 8°, cada equipo de tales emparejamientos se situó en un grupo cada uno.
Tras tener cada grupo formado con sus cuatro equipos participantes, se llevarán a cabo enfrentamientos con el formato todos contra todos, a ida y vuelta, dando como resultado seis fechas en disputa. Cabe resaltar que en caso de empate en puntos, no se desempatará por la diferencia de gol sino que se hará según la posición que tuvo cada equipo en la fase de todos contra todos, teniendo así ventaja los equipos mejor ubicados en la tabla. Dicho sorteo, en el que se definirán los participantes de cada grupo, se llevó a cabo el 2 de noviembre de 2015.
El equipo ganador de cada grupo al final de las seis fechas, obtendrá el ascenso a la Categoría Primera A a partir del año 2016 y, a la vez, el derecho a disputar la Final del campeonato.
|  |                                                                             |
|  | Ascendidos a la Primera A en 2016 y clasificados a la final del campeonato. |
|  | Eliminados.                                                                 |

|  |                |
|  | Triunfo local. |
|  | Empate.        |
|  | Derrota local. |

### Grupo A
| Pos. | Equipos              | PJ | PG | PE | PP | GF | GC | Dif. | Pts. |
| ---- | -------------------- | -- | -- | -- | -- | -- | -- | ---- | ---- |
| 1.   | Atlético Bucaramanga | 6  | 4  | 1  | 1  | 10 | 3  | 7    | 13   |
| 2.   | América de Cali      | 6  | 3  | 1  | 2  | 12 | 9  | 3    | 10   |
| 3.   | Real Cartagena       | 6  | 2  | 1  | 3  | 7  | 12 | -5   | 7    |
| 4.   | Universitario        | 6  | 1  | 1  | 4  | 8  | 13 | -5   | 4    |

| Local                | Visitante | Visitante | Visitante | Visitante |
| Local                | BUC       | AME       | CAR       | UNI       |
| -------------------- | --------- | --------- | --------- | --------- |
| Atlético Bucaramanga |           | 1:1       | 3:0       | 1:0       |
| América de Cali      | 0:1       |           | 3:1       | 3:2       |
| Real Cartagena       | 0:3       | 2:1       |           | 3:1       |
| Universitario        | 2:1       | 2:4       | 1:1       |           |

| Nota: Si hay empate en puntos, se desempata según la posición de los equipos en la fase de todos contra todos. |

| Primera | Atlético Bucaramanga | 3 : 0 | Real Cartagena       | Alfonso López             | 9 de noviembre  | 19:45 | Win Sports         |
| Primera | América de Cali      | 3 : 2 | Universitario        | Olímpico Pascual Guerrero | 10 de noviembre | 19:00 | Win Sports         |
| Segunda | Universitario        | 2 : 1 | Atlético Bucaramanga | Ciro López                | 15 de noviembre | 11:30 | Sin transmisión    |
| Segunda | Real Cartagena       | 2 : 1 | América de Cali      | Olímpico Jaime Morón León | 15 de noviembre | 19:00 | Win Sports         |
| Tercera | Real Cartagena       | 3 : 1 | Universitario        | Olímpico Jaime Morón León | 18 de noviembre | 19:30 | Sin transmisión    |
| Tercera | Atlético Bucaramanga | 1 : 1 | América de Cali      | Alfonso López             | 18 de noviembre | 20:00 | Win Sports         |
| Cuarta  | Universitario        | 1 : 1 | Real Cartagena       | Ciro López                | 22 de noviembre | 11:30 | Sin transmisión    |
| Cuarta  | América de Cali      | 0 : 1 | Atlético Bucaramanga | Olímpico Pascual Guerrero | 23 de noviembre | 19:45 | Win Sports         |
| Quinta  | Atlético Bucaramanga | 1 : 0 | Universitario        | Alfonso López             | 26 de noviembre | 19:45 | Win Sports Alterno |
| Quinta  | América de Cali      | 3 : 1 | Real Cartagena       | Olímpico Pascual Guerrero | 26 de noviembre | 19:45 | Win Sports         |
| Sexta   | Universitario        | 2 : 4 | América de Cali      | Ciro López                | 29 de noviembre | 11:30 | Sin transmisión    |
| Sexta   | Real Cartagena       | 0 : 3 | Atlético Bucaramanga | Olímpico Jaime Morón León | 29 de noviembre | 15:00 | Sin transmisión    |

### Grupo B
| Pos. | Equipos           | PJ | PG | PE | PP | GF | GC | Dif. | Pts. |
| ---- | ----------------- | -- | -- | -- | -- | -- | -- | ---- | ---- |
| 1.   | Fortaleza CEIF    | 6  | 5  | 0  | 1  | 14 | 7  | 7    | 15   |
| 2.   | Deportivo Pereira | 6  | 4  | 1  | 1  | 12 | 5  | 7    | 13   |
| 3.   | Leones            | 6  | 1  | 1  | 4  | 5  | 10 | -5   | 4    |
| 4.   | Unión Magdalena   | 6  | 1  | 0  | 5  | 5  | 14 | -9   | 3    |

| Local             | Visitante | Visitante | Visitante | Visitante |
| Local             | PER       | FOR       | LEO       | MAG       |
| ----------------- | --------- | --------- | --------- | --------- |
| Deportivo Pereira |           | 4:0       | 1:0       | 3:0       |
| Fortaleza         | 3:1       |           | 3:0       | 3:2       |
| Leones            | 1:1       | 0:3       |           | 1:2       |
| Unión Magdalena   | 1:2       | 0:2       | 0:3       |           |

| Nota: Si hay empate en puntos, se desempata según la posición de los equipos en la fase de todos contra todos. |

| Primera | Leones            | 0 : 3        | Fortaleza         | John Jairo Tréllez      | 8 de noviembre  | 15:00 | Sin transmisión    |
| Primera | Unión Magdalena   | 1 : 2        | Deportivo Pereira | Municipal de Ciénaga    | 8 de noviembre  | 15:00 | Sin transmisión    |
| Segunda | Deportivo Pereira | 1 : 0        | Leones            | Hernán Ramírez Villegas | 13 de noviembre | 19:45 | Win Sports         |
| Segunda | Fortaleza         | 3 : 2        | Unión Magdalena   | Metropolitano de Techo  | 14 de noviembre | 19:45 | Win Sports         |
| Tercera | Leones            | 1 : 2        | Unión Magdalena   | John Jairo Tréllez      | 18 de noviembre | 15:00 | Sin transmisión    |
| Tercera | Fortaleza         | 3 : 1        | Deportivo Pereira | Metropolitano de Techo  | 18 de noviembre | 18:00 | Win Sports         |
| Cuarta  | Unión Magdalena   | 0 : 3 (W.O.) | Leones            | Municipal de Ciénaga    | 22 de noviembre | 15:00 | Sin transmisión    |
| Cuarta  | Deportivo Pereira | 4 : 0        | Fortaleza         | Hernán Ramírez Villegas | 22 de noviembre | 19:30 | Win Sports         |
| Quinta  | Unión Magdalena   | 0 : 2        | Fortaleza         | Municipal de Ciénaga    | 25 de noviembre | 15:15 | Sin transmisión    |
| Quinta  | Leones            | 1 : 1        | Deportivo Pereira | John Jairo Tréllez      | 25 de noviembre | 15:15 | Win Sports         |
| Sexta   | Deportivo Pereira | 3 : 0        | Unión Magdalena   | Hernán Ramírez Villegas | 30 de noviembre | 19:45 | Win Sports         |
| Sexta   | Fortaleza         | 3 : 0        | Leones            | Metropolitano de Techo  | 30 de noviembre | 19:45 | Win Sports Alterno |

## Final
- La hora de cada encuentro corresponde al huso horario que rige a Colombia (UTC-5)

La final del campeonato la disputarán los ganadores del grupo A y grupo B de la fase anterior y servirá para definir al campeón del torneo, a pesar de que ambos equipos que la disputarán ya tienen asegurado su cupo en la Primera A  en 2016. La final se jugará los días 6 y 12 de diciembre, y será local en el partido de vuelta el equipo que llegó mejor ubicado en la reclasificación a la final del torneo.
| 6 de diciembre de 2015 | Fortaleza CEIF | 0:2 (0:0) | Atlético Bucaramanga | Estadio Metropolitano de Techo, Bogotá                     |                                                            |
| 15:00                  |                |           | Cataño 56' 59'       | Asistencia: 7000 espectadores Árbitro(s): Leonard Mosquera | Asistencia: 7000 espectadores Árbitro(s): Leonard Mosquera |

| 12 de diciembre de 2015 | Atlético Bucaramanga | 0:0 | Fortaleza CEIF | Estadio Alfonso López, Bucaramanga                                      |                                                                         |
| 19:30                   |                      |     |                | Asistencia: 31700[cita requerida] espectadores Árbitro(s): Jorge Guzmán | Asistencia: 31700[cita requerida] espectadores Árbitro(s): Jorge Guzmán |

|                                         |
| Bandera de Colombia                     |
| Campeón Atlético Bucaramanga 2.º título |

## Goleadores
| Ayron Del Valle                                | América de Cali      | 29 |
| Leonardo Fabio Castro                          | Deportivo Pereira    | 18 |
| Carlos Andrés Peralta                          | Unión Magdalena      | 17 |
| Ernesto Farías                                 | América de Cali      | 15 |
| Edis Ibargüen                                  | Fortaleza CEIF       | 14 |
| César Amaya                                    | Atlético Bucaramanga | 11 |
| Jairo Molina                                   | Bogotá F. C.         | 11 |
| Juan David Castañeda                           | Leones               | 11 |
| Edison Giménez                                 | Deportivo Pereira    | 9  |
| Diego Echeverri                                | Real Cartagena       | 9  |
| Wilmer Parra                                   | Real Cartagena       | 9  |
| Juan Camilo Vela                               | Universitario        | 9  |
| Johan Gómez                                    | Universitario        | 9  |
| Última actualización: 30 de noviembre de 2015. |                      |    |

Fuente: Web oficial de Dimayor

## Tabla de reclasificación
| Pos. | Equipos              | PJ | PG | PE | PP | GF | GC | Dif. | Pts. |
| ---- | -------------------- | -- | -- | -- | -- | -- | -- | ---- | ---- |
| 1.   | Atlético Bucaramanga | 40 | 26 | 10 | 4  | 67 | 20 | 47   | 88   |
| 2.   | Deportivo Pereira    | 38 | 22 | 7  | 9  | 66 | 41 | 25   | 73   |
| 3.   | Fortaleza CEIF       | 40 | 18 | 13 | 9  | 55 | 44 | 11   | 67   |
| 4.   | América de Cali      | 38 | 18 | 12 | 8  | 73 | 46 | 27   | 66   |
| 5.   | Real Cartagena       | 38 | 17 | 6  | 15 | 53 | 55 | -2   | 57   |
| 6.   | Leones               | 38 | 16 | 6  | 16 | 38 | 46 | -8   | 54   |
| 7.   | Universitario        | 38 | 13 | 12 | 13 | 44 | 39 | 1    | 51   |
| 8.   | Unión Magdalena      | 38 | 13 | 12 | 13 | 42 | 42 | 0    | 51   |
| 9.   | Deportes Quindío     | 32 | 12 | 9  | 11 | 43 | 36 | 7    | 45   |
| 10.  | Valledupar F. C.     | 32 | 10 | 8  | 14 | 37 | 44 | -7   | 38   |
| 11.  | Bogotá F. C.         | 32 | 9  | 7  | 16 | 30 | 44 | -14  | 34   |
| 12.  | Expreso Rojo         | 32 | 8  | 9  | 16 | 38 | 56 | -18  | 33   |
| 13.  | Real Santander       | 32 | 8  | 8  | 16 | 36 | 52 | -16  | 32   |
| 14.  | Barranquilla F. C.   | 32 | 7  | 10 | 15 | 23 | 37 | -14  | 31   |
| 15.  | Llaneros             | 32 | 7  | 9  | 16 | 33 | 51 | -18  | 30   |
| 16.  | Depor F. C.          | 32 | 6  | 6  | 20 | 37 | 58 | -21  | 24   |

Fuente: Web oficial de Dimayor